# F.F. Soucy
F.F. Soucy est un fabricant de papier journal établi en 1963 à Rivière-du-Loup, au Québec. Plus de 150 personnes sont employées à l'usine, en plus d'une dizaine de cadres. 
F.F. Soucy et sa filiale à part entière F.F. Soucy Inc. et Associés (créée en 1974 avec Dow Jones & Company et la société d'État Rexfor) produisent annuellement environ 250 000 tonnes métriques de papier journal et papiers spécialisés, grâce à deux machines à haut rendement.
En 1977, la société BATO, au nom de F.F. Soucy, Inc. et F.F. Soucy et Associés, soumet un mémoire de 54 pages à la Commission permanente des ressources naturelles et des terres de l'Assemblée nationale du Québec.

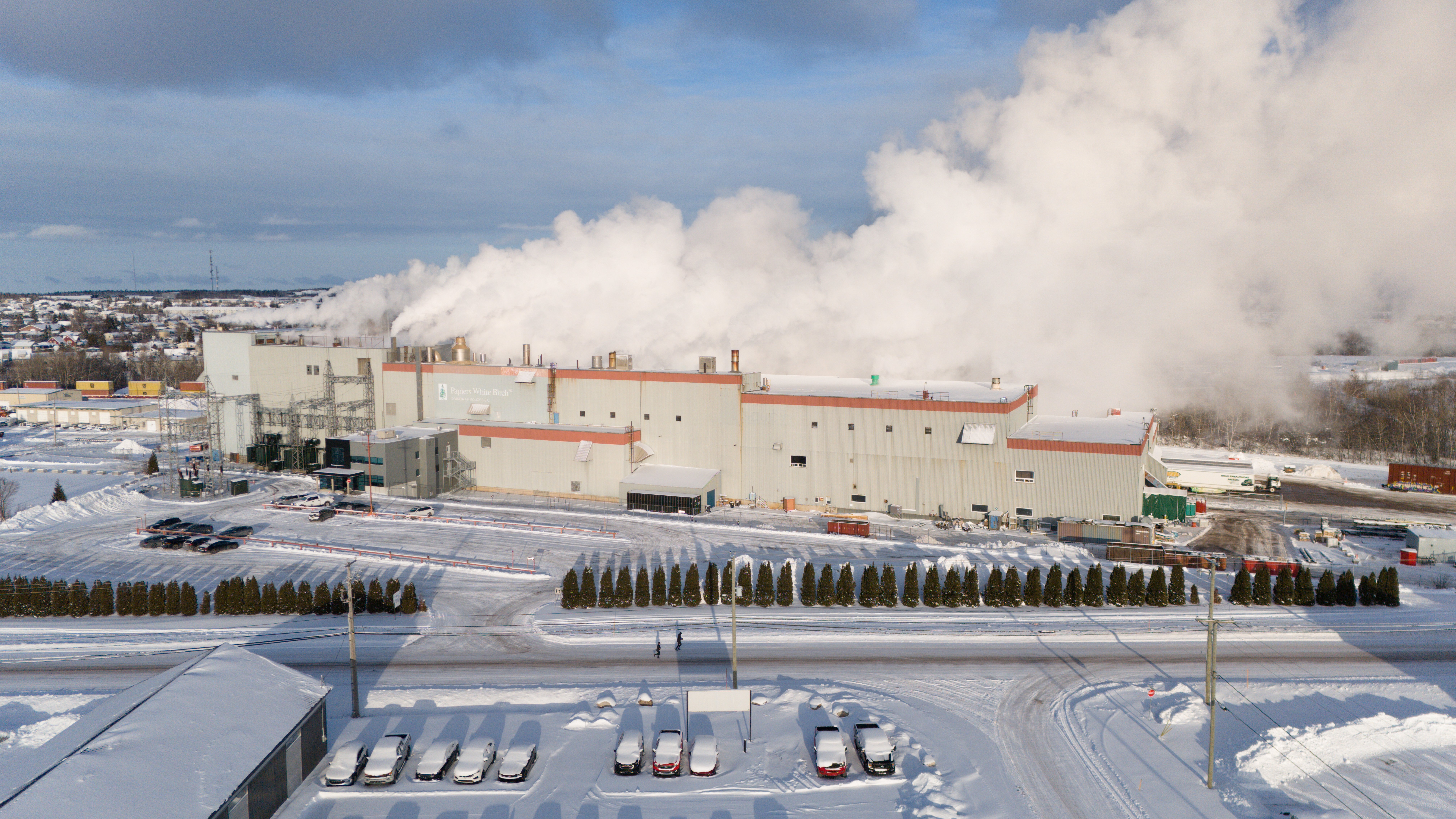
Façade de l'usine F.F. Soucy en 2025

En 2007, en collaboration avec Emploi-Québec et le Centre de formation professionnelle Pavillon-de-l'Avenir, F.F. Soucy, devenue propriété de Papiers White Birch,,, organise une tournée de recrutement dans l'est du Québec et sur la Côte-Nord. L'objet de l'initiative est de rencontrer des candidats éligibles à une formation en entreprise qui pourrait mener à l'obtention d'un diplôme d'études professionnelles (DEP) en pâtes et papiers (opérations) et à un emploi à l'usine de production de papier F.F. Soucy de Rivière-du-Loup.
En 2010, la société mère de F.F. Soucy, Papiers White Birch, a été placée sous la protection de la Loi sur les arrangements avec les créanciers. « Avec la faillite, les retraités et employés risquaient de tout perdre, mais l'intervention gouvernementale et l'arrivée d'un nouveau propriétaire, Black Diamond, permet de sauver l'essentiel ».

## Environnement
En 2022, l'usine FF Soucy de Rivière-du-Loup a été incluse parmi les 89 entreprises québécoises disposant d'une attestation d'assainissement délivrée par le ministère de l'Environnement et de la Lutte contre les changements climatiques (MELCC). Ces attestations permettent à des entreprises déjà existantes, avant l'adoption de nouvelles normes environnementales, de déroger légalement à certaines exigences dans le cadre d’un processus progressif visant à resserrer les standards environnementaux.